# Skourta

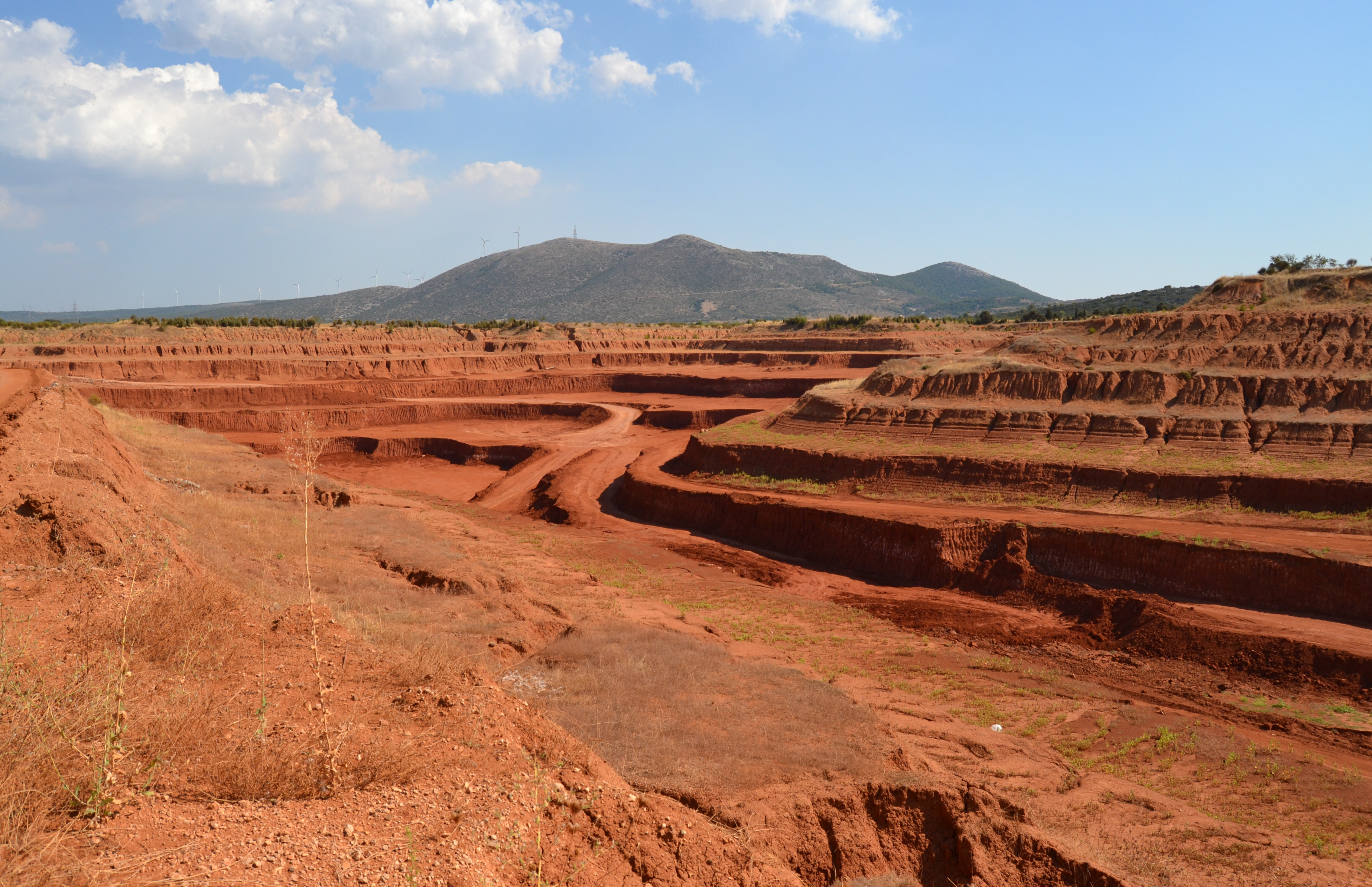
Carieră de lut din vecinătatea Scurtei Beotiene.

Skourta, pronunțat scurta, se poate referi la două toponime din Grecia:
- Satul (grecește Σκούρτα Βοιωτίας - „Skourta Boiotias” - „Scurta Beotiană”), în prefectura Boeotia;
- Regiunea păduroasă Σκορτὰ, Σκορδὰ sau Σκοδρὰ Αρκαδίας - „Skorta Arkadias” - „Scurta Arcadiană”) din Peloponez, citată în cronica lui Pseudo-Doroteu din Monemvasia.[1]

## Etimologie
Toponimul Skourta poate proveni fie din grecește (Σκοδρὰ: „burghiu”), fie din slava meridională (шкодра: „umbroasă”, „întunecată”), fie din noțiunea de „scurtătură" în relație cu transhumanța Vlahilor din Grecia.